# فرهنگ ریشه‌شناسی هند و اروپایی
فرهنگ ریشه‌شناسی هند و اروپایی (به انگلیسی: Indo-European Etymological Dictionary) (معمولاً به اختصار IEED) یک پروژه تحقیقاتی از گروه زبان شناسی تطبیقی هند و اروپایی در دانشگاه لیدن است که در سال 1991 توسط پیتر شرایور و دیگران آغاز شد. از نظر مالی توسط دانشکده علوم انسانی و مرکز زبانشناسی دانشگاه لیدن، انتشارات بریل و سازمان تحقیقات علمی هلند حمایت می شود.  

## لیست مشارکت‌کننده‌ها
- آلبانیایی: برذیل دمیراج، میشل د وان
- آناتولی: آلوین کلوخورست
- ارمنی: هرچ مارتیروسیان
- بالتیک: ریک درکسن
- سلتیک: رانکو ماتاسوویچ
- آلمانی: گاس کرونن
- فریزی قدیمی: دیرک بوتکان، اسجورد سیبینگا
- یونانی: رابرت بیکس
- هند و ایرانی:
- هندوآریایی: الکساندر لوبوتسکی
- ایرانی: گارنیک آساتوریان
- افعال ایرانی: جانی چونگ
- ایتالیک: میشل د وان
- اسلاوی: ریک درکسن
- توخاریان: میشائل پیروت

## آثار منتشر شده
این پروژه تاکنون به آثار چاپی زیر منجر شده است:
- Boutkan, Dirk; Siebinga, Sjoerd Michiel (2005). Old Frisian Etymological Dictionary. Brill Academic Publishers. ISBN 978-90-04-14531-3.
- Cheung, Johnny (2007). Etymological Dictionary of the Iranian Verb. Brill Academic Publishers. ISBN 978-90-04-15496-4.
- Kuz'mina, Elena E. (2007).  Mallory, J. P. (ed.). The Origin of the Indo-Iranians. Brill Academic Publishers. ISBN 978-90-04-16054-5.
- Derksen, Rick (2007). Etymological Dictionary of the Slavic Inherited Lexicon. Brill Academic Publishers. ISBN 978-90-04-15504-6.
- Kloekhorst, Alwin (2008). Etymological Dictionary of the Hittite Inherited Lexicon. Brill Academic Publishers. ISBN 978-90-04-16092-7.
- Bomhard, Allan R. (2008). Reconstructing Proto-Nostratic. Brill Academic Publishers. ISBN 978-90-04-16853-4.
- de Vaan, Michiel (2008). Etymological Dictionary of Latin (and the other Italic Languages). Brill Academic Publishers. ISBN 978-90-04-16797-1.
- Martirosyan, Hrach K. (2009). Etymological Dictionary of the Armenian Inherited Lexicon. Brill Academic Publishers. ISBN 978-90-04-17337-8.
- Matasović, Ranko (2009). Etymological Dictionary of Proto-Celtic. Brill Academic Publishers. ISBN 978-90-04-17336-1.
- Beekes, Robert S. P. (2009). Etymological Dictionary of Greek. Brill Academic Publishers. ISBN 978-90-04-17418-4.
- Kroonen, Guus (2013). Etymological Dictionary of Proto-Germanic. Brill Academic Publishers. ISBN 978-90-04-18340-7.
- Derksen, Rick (2014). Etymological Dictionary of the Baltic Inherited Lexicon. Brill Academic Publishers. ISBN 978-90-04-27898-1.

## همچنین ببینید
- زبان نیاهندواروپایی
- مطالعات هندواروپایی

## منبع
- مشارکت‌کنندگان ویکی‌پدیا. «Indo-European Etymological Dictionary». در دانشنامهٔ ویکی‌پدیای انگلیسی، بازبینی‌شده در ۲۰۲۴-۰۸-۲۸.